# Epiousion

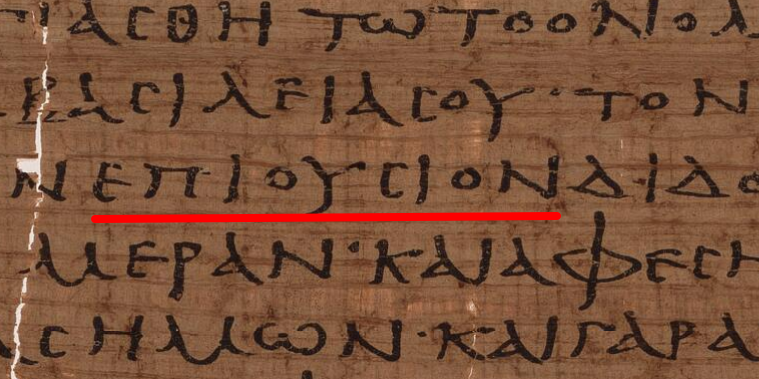
Le mot epiousion dans l’Évangile selon Saint Luc, tel qu’écrit dans le Papyrus 75 (c. 200).

Epiousion (koinè : Επιούσιον) est un mot grec utilisé dans la quatrième pétition du Notre père, tel que formulée dans l’Évangile selon Matthieu et dans celui de Luc. Le sens de ce mot n'est pas connu de façon sûre. Le mot est parfois désigné sous la forme epiousios.
En français epiousion est habituellement traduit par « de ce jour », comme dans « Donne-nous aujourd’hui notre pain de ce jour ».

## Signification
Epiousion n’a aucune traduction directe ou simple en français (voir ci-dessous super-substantiel) et il y a plusieurs interprétations de sa signification durant l’histoire du christianisme. 
Epiousion montre combien la traduction d’un mot peut entraîner des différences théologiques importantes. Si la phrase « ton arton hēmōn ton epiousion » (τὸν ἄρτον ἡμῶν τὸν ἐπιούσιον) est traduite par « notre pain quotidien », le sens premier est celui de la survie physique demandée à Dieu, jour après jour. À l’inverse, si on traduit par « notre pain de demain », Jésus dit de prier pour nos nécessités futures plutôt que pour les présentes. Une troisième possibilité est de traduire par « notre pain nécessaire » ou « essentiel ». Ces trois versions désignent le pain ordinaire mangé tous les jours pour sustenter le corps. Une quatrième version « notre pain pour le temps à venir » désigne le pain ou la nourriture spirituelle. D’autres traductions attirent l’attention au-delà du pain ordinaire vers l’eucharistie.
Guillaume Durand, évêque de Mende au XIIIe siècle, définit cinq sortes de pains : spirituel, pour se former ; doctrinal (ou de la science), pour s’instruire ; sacramentel, pour expier ses péchés ; éternel, pour la récompense. Quant à la traduction de epiousion par supersubstantialis, il précise :
Saint Mathieu dit : Panem nostrum supersubstantialem, « Notre pain supersubstantiel; » ce qui peut être entendu de deux manières, ou bien d'après ce sens unique : « Donne-nous notre pain supersubstantiel, » c'est-à-dire le Christ, qui est supersubstantiel ou au-dessus de la substance créée, qui est le pain sur l'autel ; ou bien, dans un sens double, comme si l'on disait : « Donne-nous notre pain supersubstantiel, » c'est-à-dire le Christ, qui est la nourriture propre des fidèles, et cela outre le pain, c'est-à-dire outre le pain substantiel, le pain nécessaire à notre alimentation ; comme si nous disions : « Donne-nous tout à la fois le pain de l'âme et le pain du corps. » Saint Luc dit : Panem nostrum quotidianum, ce qui peut être entendu tant du pain corporel que du pain sacramentel, c'est-à-dire du viatique. Les Grecs disent qu’epiousion, ce qu'on rend par supersubstantiel (De consec, dist. II, De calice, in fin.). Les Hébreux disent segola, ce que l'on interprète par illustre, particulier, spécial. [...] L'interprète grec de saint Mathieu, voyant qu'il s'était servi de l'expression segola, qui signifie choisi, illustre, l’a traduit par epiousion, c’est-à-dire supersubstantiel.
Epiousion a notamment été traduit par « supersubstantiel » en français et « supersubstantial » en anglais ou autres mots renvoyant à l’essence des choses plutôt qu’à leur nature tangible. 
Il a été supposé que « ho artos hēmōn ho epiousios », quelle que soit sa signification littérale, a été utilisé par les premiers Chrétiens pour désigner l’eucharistie, même avant la mise par écrit des évangiles. Si l’usage sacramentel de cette expression est le sens premier, alors les auteurs des évangiles peuvent avoir utilisé le mot epiousion avec le sens spécifique de « pain eucharistique ». L’usage n’est cependant pas suffisamment attesté.

## Hapax (attestation unique)
Le terme epiousion n’est attesté par aucun autre texte connu de la littérature grecque ou hellénistique, ce qui empêche d’en établir la signification par comparaison des différentes occurrences. Il s’agit donc d’un hapax. 
Dans son édition des papyrus (papier) grecs d’Égypte en 1915, Friedrich Preisigke publia une liste de courses du Ve siècle avec le mot epiousi entouré par des vocables d’épicerie,.  Cela renforçait les thèses interprétant epiousion comme « nécessaire » pour aujourd’hui ou demain. Mais le papyrus, longtemps disparu, a été identifié à la bibliothèque Beinecke de l’université Yale, et l’on peut y lire elaiou (huile).
Il est probable que le terme a été créé par les évangélistes, comme le notait Origène,.
Le mot ou préfixe epi apparaît plus de 300 fois dans les évangiles. Le plus souvent il signifie au-dessus, sur, en outre. Dans de nombreux contextes, il est traduit en latin par super. Ousios signifie être, substance, essence ou nature. Le Concile de Nicée en 325 ap. J.-C. utilise le terme homoousios — formé par homos, même, et ousia, essence — avec le sens « de même essence » (le terme homoousios est traduit en latin par consubstantialis et en français par « consubstantiel »). 
Le Catéchisme de l’Église catholique indique que la traduction littérale de epiousion (le Catéchisme utilise la forme epiousios) est super-substantialis ou, en anglais, super-essential. En 1551, le Concile de Trente désigne l’eucharistie comme le « pain supersubstantiel ».